# Полис, Айвар
А́йвар По́лис (латыш. Aivars Polis; 3 марта 1972, Ауце) — латвийский саночник, выступал за сборную Латвии в 1990-х годах. Участник зимних Олимпийских игр в Альбервиле, четырёхкратный чемпион национального первенства, участник многих международных турниров.

## Биография
Айвар Полис родился 3 марта 1972 года в городе Ауце. Активно заниматься санным спортом начал в раннем детстве, с самого начала сделал акцент на двухместных санях. На международном уровне дебютировал в 1992 году, когда впервые выиграл чемпионат Латвии и побывал на чемпионате Европы в немецком Винтерберге, где занял девятое место среди двоек и четвёртое в программе смешанной эстафеты. Благодаря череде удачных выступлений удостоился права защищать честь страны на зимних Олимпийских играх в Альбервиле — вместе со своим партнёром Робертом Сухаревым пришёл к финишу одиннадцатым.
После Олимпиады Полис остался в основном составе латвийской национальной команды и продолжил принимать участие в крупнейших международных турнирах. Так, в 1993 году он выступил на чемпионате мира в канадском Калгари, занял одиннадцатое место в парном разряде и шестое в эстафете. Два года спустя на мировом первенстве в норвежском Лиллехаммере был пятнадцатым, ещё через два года на чемпионате мира в австрийском Игльсе показал двадцать второе время. Помимо этого, Айвар Полис побеждал на чемпионатах Латвии 1993, 1995 и 1997 годов, хотя пройти отбор на другие Олимпийские игры ему больше ни разу не удалось, поэтому вскоре он принял решение завершить карьеру профессионального спортсмена.